# Castèthnau d'Aush
Castèthnau Barbarens (en francès Castelnau-Barbarens) és un municipi francès situat al departament del Gers i a la regió d'Occitània.

## Geografia

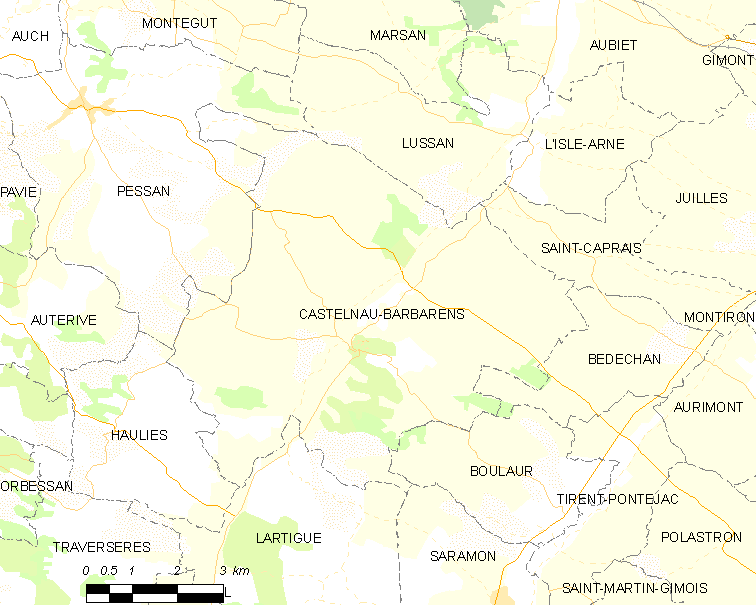
Mapa de la comuna de Castèthnau d'Aush

## Administració
| Període   | Identitat     | Partit        |
| --------- | ------------- | ------------- |
| 1995-2001 | Daniel Gesta  | UDF           |
| 2001-     | Michel Burgan | Divers gauche |

## Demografia
| 1962                                       | 1968 | 1975 | 1982 | 1990 | 1999 | 2006 |
| ------------------------------------------ | ---- | ---- | ---- | ---- | ---- | ---- |
| 590                                        | 525  | 421  | 432  | 414  | 452  | 484  |
| Des de 1962: població sense dobles comptes |      |      |      |      |      |      |

## Personatges il·lustres
- Édouard Lartet (1801 - 1871), geòleg i paleontòleg francès.